# غونار هايبيرغ
غونار هايبيرغ (بالنرويجية البوكمول: Gunnar Heiberg)‏ هو كاتب مسرحي وكاتب وصحفي وشاعر نرويجي، ولد في 18 نوفمبر 1857 في أوسلو في النرويج، وتوفي بنفس المكان في 22 فبراير 1929.

## وصلات خارجية
- غونار هايبيرغ على موقع IMDb (الإنجليزية)
- غونار هايبيرغ على موقع الموسوعة البريطانية (الإنجليزية)
- غونار هايبيرغ على موقع الموسوعة البريطانية (الإنجليزية)